# Seymeria pectinata
Seymeria pectinata är en snyltrotsväxtart som beskrevs av Frederick Traugott Pursh. Seymeria pectinata ingår i släktet Seymeria och familjen snyltrotsväxter.

## Underarter
Arten delas in i följande underarter:
- S. p. pectinata
- S. p. peninsularis

## Bildgalleri

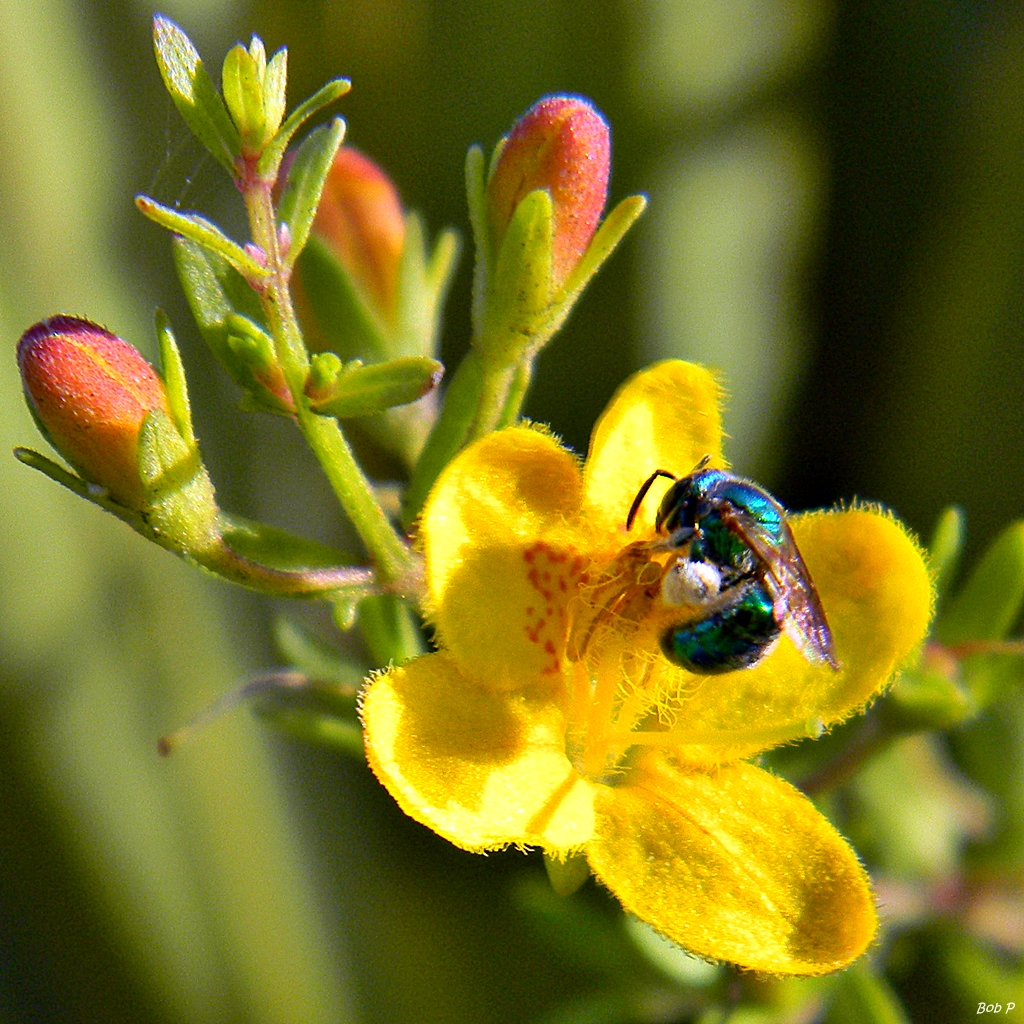